# Гукош
Гукош је насеље у Србији у општини Љиг у Колубарском округу. Према попису из 2022. било је 183 становника.

## Демографија
У насељу Гукош живи 279 пунолетних становника, а просечна старост становништва износи 43,6 година (42,1 код мушкараца и 45,1 код жена). У насељу има 111 домаћинстава, а просечан број чланова по домаћинству је 2,99.
Ово насеље је великим делом насељено Србима (према попису из 2002. године), а у последња три пописа, примећен је пад у броју становника.
|  |

| Демографија | Демографија | Демографија |
| Година      | Становника  | Становника  |
| ----------- | ----------- | ----------- |
| 1948.       | 630         |             |
| 1953.       | 609         |             |
| 1961.       | 573         |             |
| 1971.       | 472         |             |
| 1981.       | 455         |             |
| 1991.       | 361         | 356         |
| 2002.       | 332         | 343         |

| Етнички састав према попису из 2002.‍ | Етнички састав према попису из 2002.‍ | Етнички састав према попису из 2002.‍ | Етнички састав према попису из 2002.‍ | Етнички састав према попису из 2002.‍ |
| ------------------------------------ | ------------------------------------ | ------------------------------------ | ------------------------------------ | ------------------------------------ |
|                                      |                                      |                                      |                                      |                                      |
| Срби                                 | Срби                                 |                                      | 329                                  | 99,09%                               |
| Црногорци                            | Црногорци                            |                                      | 1                                    | 0,30%                                |
| Мађари                               | Мађари                               |                                      | 1                                    | 0,30%                                |
| Југословени                          | Југословени                          |                                      | 1                                    | 0,30%                                |
| непознато                            | непознато                            |                                      | 0                                    | 0,0%                                 |

| Година пописа     | 1948. | 1953. | 1961. | 1971. | 1981. | 1991. | 2002. |
| ----------------- | ----- | ----- | ----- | ----- | ----- | ----- | ----- |
| Број домаћинстава | 127   | 125   | 148   | 133   | 136   | 109   | 111   |

| Број чланова      | 1  | 2  | 3  | 4  | 5 | 6 | 7 | 8 | 9 | 10 и више | Просек |
| ----------------- | -- | -- | -- | -- | - | - | - | - | - | --------- | ------ |
| Број домаћинстава | 21 | 24 | 33 | 17 | 5 | 7 | 3 | 1 | 0 | 0         | 2,99   |

| Пол    | Укупно | Неожењен/Неудата | Ожењен/Удата | Удовац/Удовица | Разведен/Разведена | Непознато |
| ------ | ------ | ---------------- | ------------ | -------------- | ------------------ | --------- |
| Мушки  | 135    | 37               | 86           | 6              | 5                  | 1         |
| Женски | 155    | 34               | 79           | 34             | 6                  | 2         |
| УКУПНО | 290    | 71               | 165          | 40             | 11                 | 3         |

| Пол    | Укупно                    | Пољопривреда, лов и шумарство | Рибарство                            | Вађење руде и камена | Прерађивачка индустрија       |
| ------ | ------------------------- | ----------------------------- | ------------------------------------ | -------------------- | ----------------------------- |
| Мушки  | 89                        | 33                            | 0                                    | 11                   | 16                            |
| Женски | 69                        | 43                            | 0                                    | 1                    | 7                             |
| УКУПНО | 158                       | 76                            | 0                                    | 12                   | 23                            |
| Пол    | Производња и снабдевање   | Грађевинарство                | Трговина                             | Хотели и ресторани   | Саобраћај, складиштење и везе |
| Мушки  | 3                         | 9                             | 4                                    | 2                    | 8                             |
| Женски | 1                         | 1                             | 3                                    | 2                    | 1                             |
| УКУПНО | 4                         | 10                            | 7                                    | 4                    | 9                             |
| Пол    | Финансијско посредовање   | Некретнине                    | Државна управа и одбрана             | Образовање           | Здравствени и социјални рад   |
| Мушки  | 0                         | 1                             | 0                                    | 0                    | 0                             |
| Женски | 0                         | 1                             | 1                                    | 0                    | 4                             |
| УКУПНО | 0                         | 2                             | 1                                    | 0                    | 4                             |
| Пол    | Остале услужне активности | Приватна домаћинства          | Екстериторијалне организације и тела | Непознато            | Непознато                     |
| Мушки  | 0                         | 0                             | 0                                    | 2                    | 2                             |
| Женски | 3                         | 0                             | 0                                    | 1                    | 1                             |
| УКУПНО | 3                         | 0                             | 0                                    | 3                    | 3                             |